# Hipódromo de Calcuta
El Hipódromo de Calcuta es una instalación hípica en la ciudad de Calcuta, en el país asiático de la India. Se trata el mayor recinto de carreras de caballos en la India. El campo de carreras se construyó en 1820 y fue mantenido por el Real Club Hípico de Calcuta. Las carreras se celebran en el mes de julio a septiembre, y de nuevo a partir de noviembre a marzo. Las carreras se llevan a cabo generalmente los sábados, y también en otros días festivos.